# Okemah
Okemah är administrativ huvudort i Okfuskee County i Oklahoma. Orten har fått sitt namn efter en indianhövding. Den första tidningen i Okemah grundades år 1902, samma år som det blev tillåtet för icke-indianer att flytta till trakten.

## Kända personer från Okemah
- Woody Guthrie, musiker
- William Pogue, astronaut